# Guadalupe Victoria, Tancanhuitz
Guadalupe Victoria är en ort i Mexiko.   Den ligger i kommunen Tancanhuitz och delstaten San Luis Potosí, i den centrala delen av landet, 240 km norr om huvudstaden Mexico City. Guadalupe Victoria ligger 101 meter över havet och antalet invånare är 294.
Terrängen runt Guadalupe Victoria är huvudsakligen kuperad, men åt nordväst är den platt. Runt Guadalupe Victoria är det ganska tätbefolkat, med 124 invånare per kvadratkilometer. Närmaste större samhälle är Tancanhuitz de Santos, 3,6 km sydväst om Guadalupe Victoria. I omgivningarna runt Guadalupe Victoria växer huvudsakligen savannskog.